# 华盛顿湖
其它同名湖泊请参见：华盛顿湖 (消歧义)
华盛顿湖（Lake Washington）是美国华盛顿州仅次于奇兰湖的第二大湖，也是金县最大的湖。华盛顿湖西邻西雅图、东濒贝尔维尤、南接伦顿、北靠肯莫尔，湖的中央还包围着默瑟岛。
華盛頓湖於1854年在托馬斯·默瑟建議下以紀念喬治·華盛頓而得名，在此之前華盛頓湖原先的名字包括了杜瓦米希族的名稱Xacuabš（在盧紹錫德語中意為大量的水）以及日內瓦湖、杜瓦米希湖和奇努克行語的“Hyas Chuck”（“大湖”之意）。
華盛頓湖非常適合遊釣，在此湖中發現的一些原產物種包括有沿海山鱒，虹鱒，大口黑鱸，小嘴鱸魚以及黃鱸魚等。

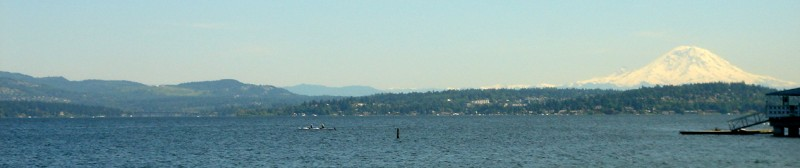
华盛顿湖包围的默瑟岛

## 数据
| 湖泊面积     | 87.6 km²  |
| 流域盆地面积 | 1,274 km² |
| 容量         | 2.9 km³   |
| 平均水深     | 32.9 m    |
| 最大水深     | 65.2 m    |
| 长           | 35 km     |
| 海拔         | 6.3 m     |